# Nombre interpremier
En arithmétique, on appelle parfois nombre interpremier la moyenne de deux nombres premiers impairs consécutifs. Par exemple, le nombre 9 est un interpremier car il est la moyenne de 7 et 11. Les dix plus petits interpremiers sont 4, 6, 9, 12, 15, 18, 21, 26, 30 et 34.
Tout nombre interpremier est composé (puisque par définition il ne peut y avoir de nombre premier entre les deux nombres premiers utilisés pour le construire).
Il existe une infinité de nombres premiers, donc une infinité de nombres interpremiers.